# Остер, Даниэль
Даниэль Остер (ивр. דניאל אוסטר‎, 1893, Княгинин, Австро-Венгрия — 1963, Иерусалим) — израильский общественный и государственный деятель, мэр Иерусалима в 1937—1938, 1944—1945 и 1950—1951 годах.

## Биография
Даниэль Остер (Гутман) родился 7 мая 1893 года в Австро-Венгрии, в селе Книгинин возле Станиславова, которое ныне входит в состав Ивано-Франковска. Окончил Венский университет, факультет юриспруденции. Был руководителем молодёжной сионистской организации Вены. В 1914 году переехал в Палестину, поселился в Иерусалиме и недолго работал учителем немецкого. В Первую мировую войну служил в австрийской армии. После войны занимался адвокатской деятельностью.
В 1934 году Остер избирается в муниципалитет Иерусалима, через год назначен Верховным комиссаром Палестины вице-мэром. В 1937—1938 гг. впервые исполняет обязанности мэра Иерусалима, тем самым став первым евреем, назначенным на этот пост. В 1939 году является депутатом 21 Сионистского конгресса в Женеве. В 1944—1945 гг. вновь становится мэром Иерусалима. В 1948 году Даниэль Остер ставит свою подпись под Декларацией независимости Израиля. В 1950—1951 гг. Остер становится первым израильским мэром Западного Иерусалима. Интенсивно занимался восстановлением города после Войны за независимость.
Именем Остера названы сад Даниэля и площадь Остер в Иерусалиме. Даниэль Остер являлся дальним родственником американского писателя Пола Остера.